# Битка за Лерида (1938)
Битката за Лерида е част от Арагонската офанзива от Гражданската война в Испания. Тя се провежда от 31 март до 3 април 1938 г. и завършва с победа на националистите, които превземат град Лерида. Той става първият важен каталунски град, превзет от войските на Франко.

## План
По време на Арагонската операция на Франко, след като побеждава войските на републиканците на юг от Ебро, продължава да извършва втората фаза на офанзивата. На 22 март Източната армия на Републиката, отслабена от прехвърлянето на части за задържане на пробива на юг от Ебро, е атакувана от наварския корпус на Солчага, арагонския корпус на Москардо и подкрепящия ги марокански корпус на Хуан Ягуе, който на 23 март пресича Ебро от юг, при Хела и Куинто, и се придвижва на север покрай река Сегре. Войските на републиканския 10-ти корпус се оттеглят в безредие, атакувани от въздуха от националистически тактически самолети.
На 25 март, след превземането на Фрага, националистите достигат границата между Арагон и Каталуния. На 27 март войските на Франко превземат Масалкорейг, първият каталунски град.
В 17:00 ч. на този ден Лерида е бомбардирана от националистическа авиация, в частност от германския легион „Кондор“, който има за цел да деморализира цивилното население. В резултат на това, загиват около 400 души. На 29 март бунтовниците окупират Серос, Айтона и Сосес, а на 30 – Алкарас. От север войските на 150-та националистическа дивизия се приближават до Лерида, от запад – 13-та, от югозапад – 5-та.
За да се противопостави на франкистките сили, Републиканската армия разгръща 46-та дивизия на Валентин Гонсалес „Ел Кампесино“ със задачата да защитава Лерида. Благодарение на включването на части (около 8 – 9 батальона) от 16-та и 27-ма дивизия тя наброява около 10 000 души. Републиканските сили също разполагат с дванадесет танка Т-26 и десет бронирани коли, предимно модели UNL-35, и също са подкрепени от 16 артилерийски батареи. Частите на дивизията са дислоцирани около града, образувайки отбранителен периметър.

## Битката
На 31 март франкистките войски започват атаки срещу отбранителния периметър около Лерида. На този ден и на следващите два се провеждат жестоки сблъсъци в предградията, по време на които националистите получават значителна подкрепа от своята артилерия и авиация.
На 2 април частите на Ягуе окупират стратегическия хълм Хардена, а на следващия ден ожесточените боеве вече се водят в центъра на града. До 17:00 часа атакуващите войски контролират железопътната гара и района на Серо де ла сео Виехо.
Ел Кампесино нарежда на своите части да пресекат река Сегре и да напуснат града. По време на отстъплението републиканските войски подпалват няколко сгради и взривяват два моста през Сегре – шосеен (Стария мост) и ж.п. Малка част от Лерида, разположена на левия бряг на реката, остава под контрола на републиканската армия.

## Резултати
И двете страни претърпяват значителни загуби. Смята се, че само франкистката 13-та дивизия е загубила 950 души, или 10% от силата си. В 46-та републиканска дивизия броят на жертвите е много по-голям, около 40% от личния състав.
До края на декември 1938 г., когато офанзивата в Каталуния е подновена, Лерида е на фронтовата линия и в продължение на девет месеца е подложена на обстрел и бомбардировки от левия бряг на Сегре, контролиран от републиканските войски.